# Каменка (приток Лютоги)
Каменка — река на острове Сахалин, правый приток реки Лютога.
Впадает в Лютогу за 54 км от её устья, протекает по территории Анивского городского округа Сахалинской области.
Длина реки составляет 18 км, площадь водосборного бассейна — 62,2 км². Общее направление течения с востока на запад.

## Данные водного реестра
По данным государственного водного реестра России относится к Амурскому бассейновому округу.
Код объекта в государственном водном реестре — 20050000212118300006465.